# Rogsta socken
Rogsta socken i Hälsingland ingår sedan 1971 i Hudiksvalls kommun och motsvarar från 2016 Rogsta distrikt.
Socknens areal är 230,50 kvadratkilometer, varav 216,40 land. År 2000 fanns här 1 473 invånare. Kyrkbyn Rogsta med sockenkyrkan Rogsta kyrka ligger i socknen. 

## Administrativ historik
Rogsta socken har medeltida ursprung.
Vid kommunreformen 1862 övergick socknens ansvar för de kyrkliga frågorna till Rogsta församling och för de borgerliga frågorna bildades Rogsta landskommun. Landskommunen inkorporerades 1952 i Hälsingtuna landskommun som 1965 inkorporeras i  Hudiksvalls stad som sedan 1971 ombildades till Hudiksvalls kommun. Församlingen uppgick 2010 i Hälsingtuna-Rogsta församling som 2014 uppgick i Hudiksvallsbygdens församling.
1 januari 2016 inrättades distriktet Rogsta, med samma omfattning som församlingen hade 1999/2000. 
Socknen har tillhört fögderier, tingslag och domsagor enligt vad som beskrivs i artikeln Hälsingland. De indelta båtsmännen tillhörde Första Norrlands andradels båtsmanskompani.

## Geografi
Rogsta socken ligger närmast nordost och öster om Hudiksvall och omfattar bland annat halvön Hornslandet vid kusten. Socknen är en småkuperad skogig kustbygd med många vikar.
Längst i nordväst genomkorsas socknen av europaväg 4 samt Ostkustbanan. I nordväst ligger även Rogsta kyrkby, Välsta, Via samt Steg. Alla dessa orter var före 1927 stationer längs Norra Hälsinglands Järnväg (NHJ).
I norr, längs kusten, ligger bland annat, Inre- och Yttre Bergön med Bergöns kapell och Bergö fiskehamn. Längst i norr, på gränsen mot Harmångers socken (Nordanstigs kommun), ligger längs kusten Simpviken, som är socknens nordligaste havsvik. Innanför kusten här ligger byar som Stamnäs, Bästdal och Brytte. Invid Bästdal ligger den 69 meter över havet höga Höghällan. Norstafjärden och Sunnåfjärden (båda 1,6 m ö.h.) är de största sjöarna här. De är gamla havsvikar, vilka numera har avskilts från havet genom landhöjningen.
Storsand, Lakbäck och Drässviken är några större byar, vilka ligger vid kusten strax norr om Hornslandet, vilket i norr skiljes från fastlandet genom Arnöviken. Byn Arnöviken ligger där länsväg X 778 kommer in på Hornslandet. Denna väg leder sedan tvärs över halvön ner till Hölick längst i söder.
Utanför Hornslandet, inom socknen, ligger även Kuggörarna och Bålsön. I fjärden sydväst om Hornslandet går sockengränsen mot Hälsingtuna socken på så sätt att halva Tunaholmen samt Gackerön ligger i Hälsingtuna medan de små Råtan och Granön ligger i Rogsta socken. Hagafjärden sticker in från havet och når nästan fram till länsväg X 778 innanför Hornslandet. Innanför denna vik ligger även Håckstaviken (5,7 m ö.h.), som numera (sedan cirka 500 år) är avskild från havet genom landhöjningen.  

### Geografisk avgränsning
Rogsta socken avgränsas i norr av Harmånger socken (Nordanstigs kommun). Längst i nordväst, cirka 3 km nordväst om Steg, ligger ett "tresockenmöte" Rogsta-Harmånger-Ilsbo. Härifrån mot nordväst har socknen en cirka 1 kilometer lång gräns mot Ilsbo socken. Gränsen löper nedanför Gammelbodberget. Strax sydväst om berget ligger "tresockenmötet" Rogsta-Ilsbo-Hälsingtuna. Härifrån gränsar socknen fortsättningsvis i väster och sydväst, ut till Bottenhavet, till Hälsingtuna socken.

## Historia
Från bronsåldern och den äldre järnåldern finns cirka 175 gravrösen. Från järnåldern finns cirka 100 gravhögar. Två runristningar är kända en vid Malsta.
Inom socknen finns vidare en kastalruin samt en ödekyrkogård. Båda är från medeltiden. I skärgården förekommer rester av kapell, fiskelägestomter, labyrinter samt en större mängd s.k. tomtningar, de senare ligger bland annat på Hornslandet.
År 1929 hade Rogsta socken 1584 hektar åker och 15898 hektar skogsmark.
Prosten Olof Broman, Glysisvallurs skapare, föddes 1676 i Välsta.

Rogsta sockens vapen

## Namnet
Namnet (1344 Rokstadhum) kommer från en gård eller by vid kyrkan. Förleden innehåller möjligen rok, höjd, kulle' syftande på höjden där kyrkan är belägen. efterleden är sta(d), 'plats, ställe'.

## Befolkningsutveckling
| Befolkningsutvecklingen i Rogsta socken 1750–1990                                                        | Befolkningsutvecklingen i Rogsta socken 1750–1990 | Befolkningsutvecklingen i Rogsta socken 1750–1990 | Befolkningsutvecklingen i Rogsta socken 1750–1990 | Befolkningsutvecklingen i Rogsta socken 1750–1990 |
| --- | ------------------------------------------------- | ------------------------------------------------- | ------------------------------------------------- | ------------------------------------------------- |
| |                                                   |                                                   |                                                   |                                                   |
| År |                                                   |                                                   | Folkmängd                                         |                                                   |
| 1750 | 1750                                              |                                                   | 629                                               |                                                   |
| 1760 | 1760                                              |                                                   | 680                                               |                                                   |
| 1769 | 1769                                              |                                                   | 713                                               |                                                   |
| 1780 | 1780                                              |                                                   | 745                                               |                                                   |
| 1790 | 1790                                              |                                                   | 894                                               |                                                   |
| 1800 | 1800                                              |                                                   | 972                                               |                                                   |
| 1810 | 1810                                              |                                                   | 1 037                                             |                                                   |
| 1820 | 1820                                              |                                                   | 1 112                                             |                                                   |
| 1830 | 1830                                              |                                                   | 1 270                                             |                                                   |
| 1840 | 1840                                              |                                                   | 1 294                                             |                                                   |
| 1850 | 1850                                              |                                                   | 1 387                                             |                                                   |
| 1860 | 1860                                              |                                                   | 1 581                                             |                                                   |
| 1870 | 1870                                              |                                                   | 1 688                                             |                                                   |
| 1880 | 1880                                              |                                                   | 1 979                                             |                                                   |
| 1890 | 1890                                              |                                                   | 2 035                                             |                                                   |
| 1900 | 1900                                              |                                                   | 2 104                                             |                                                   |
| 1910 | 1910                                              |                                                   | 2 194                                             |                                                   |
| 1920 | 1920                                              |                                                   | 2 224                                             |                                                   |
| 1930 | 1930                                              |                                                   | 2 031                                             |                                                   |
| 1940 | 1940                                              |                                                   | 1 805                                             |                                                   |
| 1950 | 1950                                              |                                                   | 1 646                                             |                                                   |
| 1960 | 1960                                              |                                                   | 1 338                                             |                                                   |
| 1970 | 1970                                              |                                                   | 1 038                                             |                                                   |
| 1980 | 1980                                              |                                                   | 1 207                                             |                                                   |
| 1990 | 1990                                              |                                                   | 1 356                                             |                                                   |
| Anm: Källor: Umeå universitet - Tabellverket 1749-1859, Demografiska databasen, CEDAR, Umeå universitet. |                                                   |                                                   |                                                   |                                                   |